# 斜眼短額鮃
斜眼短額鮃為輻鰭魚綱鰈形目鰈亞目鮃科的其中一種，為熱帶海水魚，分布於印度西太平洋斯里蘭卡及菲律賓海域，體長可達7.6公分，棲息在底層水域，生活習性不明。

## 扩展阅读
維基物種上的相關：斜眼短額鮃